# Forever, Michael
Forever, Michael (engl. für: „Auf ewig, Michael“) ist das vierte Soloalbum des damals sechzehnjährigen US-amerikanischen Sängers Michael Jackson und das letzte offizielle Album, das er für die Plattenfirma Motown Records aufgenommen hat. Das Album wurde in den USA mehr als 100.000 verkauft.

## Hintergrund
Nachdem Michael Jacksons im April 1973 erschienenes drittes Soloalbum Music and Me kommerziell erfolgloser gewesen war als die beiden Vorgängeralben, war Michael 1974 gemeinsam mit den Jackson 5 in Las Vegas und trat mit diesen in abendlichen Shows auf. Zwischen dem zweiten Album Ben und Forever, Michael veränderte sich auch Michaels Stimme, indem sie sich vom etwas schrillen Ton in einen klareren und feineren, ein wenig tieferen Ton änderte. Motown hatte bereits auf dem dritten Album Music & Me versucht, diesen Stimmbruch durch den Trick, jeweils vier neue Musikstücke um zwei ältere zu gruppieren, die neue Stimme Michaels zu kaschieren. Da man das knabenhafte Timbre nicht imitieren kann, hat er dies nie verloren. Im Januar 1975 erschien sein letztes bei Motown Records veröffentlichtes Album Forever, Michael. Alle Veröffentlichungen von Motown Records, die diesem Album folgten, wurden nicht mehr in Zusammenarbeit mit Michael Jackson veröffentlicht.
Im Vorfeld der Veröffentlichung, sowie danach, hatte es bereits Unstimmigkeiten zwischen der Jackson-Familie und Motown Records gegeben, da sich die Jacksons nicht mehr genügend durch die Plattenfirma und deren Gründer Berry Gordy unterstützt sahen. Gordy hatte sich bisher immer persönlich um seine Künstler gekümmert, versuchte sich allerdings seit einiger Zeit aus dem Musikbereich zurückzuziehen und ins Filmgeschäft zu wechseln. Zu diesen Differenzen gehörte auch, dass weder die Jackson 5 noch Michael selbstgeschriebene und selbstproduzierte Songs veröffentlichen durften, da man dies bei Motown lieber den Label-eigenen Songwritern und Produzenten überlassen wollte. Gordys Ansicht nach hatten die Jackson 5, und damit auch Michael, nicht das Potential zum Songschreiben und Produzieren.

Michael Jackson selbst gab an, dass er tief unglücklich gewesen sei, dass die Jacksons keine eigenen Songs schreiben und produzieren durften, da ihnen die Musik, die sie machten, nicht gefiel. Andererseits hielt er Gordy für ein Genie und bewunderte ihn als brillanten Mann. Weiter schulde Michael ihm großen Dank, da er die Jackson 5 vorausgesagt habe und Michaels Leben ohne Gordy anders verlaufen wäre.
So wurde das Album von L. T. Horn gemixt und aufgenommen, Russ Terrana übernahm ebenfalls einen Teil des Mixens, Jim Britt steuerte die Fotografie für das Albumcover bei. Komponisten der Lieder waren Holland & Holland, Armand, Brown, Sutton, Willensky, Yarian, Meitzenheimer, Davis und Perren. Stilistisch sind die einzelnen Musikstücke noch stark an frühere Motown-Klassiker angelehnt, sie hatten keinen tanzbaren Stil und es fehlt der zu diesem Zeitpunkt bereits populäre Disco-Stil.
Michaels Soloalben bei Motown hatten den musikalischen Unterschied zu den Veröffentlichungen der Jackson 5, dass man ihn vorzugsweise Balladen singen ließ, da man der Ansicht war, dass die langsame Musik den Wohlklang seiner „rührenden“ Stimme voll zur Geltung bringen würde. Des Weiteren wurden auf Michaels Alben verstärkt Melodieinstrumente wie Geigen, Flöten und „tänzelnde“ Keyboards eingesetzt.
Nach dem Misserfolg von Forever, Michael entschieden sich die Jacksons Motown Records zu verlassen, da ihre Rechte bei dem Label stark eingeschränkt waren. Daher sahen sie sich nach einem neuen, besser geeigneten Vertragspartner um. Mit den zur CBS gehörenden Epic Records wurde ein Vertrag ausgehandelt, der nach der Trennung von Motown gültig sein sollte. Motown veröffentlichte im Mai 1975 das Jackson-5-Album Movin Violation und Joe Jackson erklärte erst am 30. Juni den Wechsel der Jacksons zu Epic Records, da er zuvor zu zaghaft war den Wechsel publik zu machen.

## Kommerzieller Erfolg

### Chartplatzierungen
Während das Album in den Pop-Charts nie über den Platz 101 stieg, war es in den amerikanischen Black Charts wesentlich besser platziert und erreichte dort den zehnten Platz.
| ChartsChartplatzierungen       | Höchstplatzierung | Wochen |
| ------------------------------ | ----------------- | ------ |
| Vereinigte Staaten (Billboard) | 101 (9 Wo.)       | 9      |

### Singles
| Jahr | Titel                    | Höchstplatzierung, Gesamtwochen, AuszeichnungChartplatzierungen (Jahr, Titel, , Platzierungen, Wochen, Auszeichnungen, Anmerkungen) | Höchstplatzierung, Gesamtwochen, AuszeichnungChartplatzierungen (Jahr, Titel, , Platzierungen, Wochen, Auszeichnungen, Anmerkungen) | Höchstplatzierung, Gesamtwochen, AuszeichnungChartplatzierungen (Jahr, Titel, , Platzierungen, Wochen, Auszeichnungen, Anmerkungen) | Anmerkungen                           |
| Jahr | Titel                    | UK | US | R&B | Anmerkungen                           |
| ---- | ------------------------ | --- | --- | --- | ------------------------------------- |
| 1975 | We’re Almost There       | UK46 (4 Wo.)UK | US54 (8 Wo.)US | R&B7 (13 Wo.)R&B | Erstveröffentlichung: 6. Februar 1975 |
| 1975 | Just a Little Bit of You | — | US23 (12 Wo.)US | R&B4 (15 Wo.)R&B | Erstveröffentlichung: 29. April 1975  |

Sechs Jahre nach der Veröffentlichung des Albums erschien mit „One Day in Your Life“ eine von Motown inszenierte und von Quincy Jones produzierte Zusammenstellung mehrerer Songs Michael Jacksons. Die dritte Single aus dem Album Forever, Michael war namensgebend für die Neuveröffentlichung und wurde gleichzeitig auch als Single wiederveröffentlicht. Sie erreichte in den britischen Charts den ersten Platz der Single-Charts; Platz 42 in den amerikanischen Black Charts sowie Platz 55 der amerikanischen Pop-Charts.
Das Album selbst wurde einmal 1994 im CD-Format wiederveröffentlicht und 2001 als Zusammenstellung auf zwei CDs (Got to Be There/Forever Michael).

## Titelliste
| Nr. | Titel                   | Komponist/en                  |
| --- | ----------------------- | ----------------------------- |
| 1.  | We’re Almost There      | Holland & Holland             |
| 2.  | Take Me Back            | Holland & Holland             |
| 3.  | One Day in Your Life    | Armand & Brown                |
| 4.  | Cinderella Stay a While | Sutton                        |
| 5.  | We’ve Got Forever       | M. & Willensky                |
| 6.  | Just a Litte Bit of You | Holland & Holland             |
| 7.  | You Are There           | Brown, Yarian & Meitzenheimer |
| 8.  | Dapper Dan              | Fletcher, Davis               |
| 9.  | Dear Michael            | Davis & Willensky             |
| 10. | I’ll Come Home to You   | Perren & Yarian               |

Weiterverwendung der einzelnen Titel
Alle Titel von Forever, Michael sowie der drei zuvor veröffentlichten Soloalben erschienen ebenfalls einzeln oder zu mehreren auf verschiedenen anderen Zusammenstellungen, die entweder nur Michael Jacksons bei Motown aufgenommene Songs enthalten oder mit Jackson-5-Songs gemischt sind, sowie diversen Best-of-Zusammenstellungen.